# Championnat du Luxembourg de football 1982-1983
Navigation
Saison précédente Saison suivante
La saison 1982-1983 du Championnat du Luxembourg de football était la 69e édition du championnat de première division au Luxembourg. Les douze meilleurs clubs du pays se retrouvent au sein d'une poule unique, la Division Nationale, où ils s'affrontent deux fois, à domicile et à l'extérieur. À l'issue du championnat, les deux derniers du classement sont relégués et remplacés par les deux meilleurs clubs de Division d'Honneur, la deuxième division luxembourgeoise.
C'est le club de la Jeunesse d'Esch qui remporte le titre en terminant en tête du classement final, avec 5 points d'avance sur le tenant du titre, l'Avenir Beggen et 6 points sur l'Aris Bonnevoie. C'est le 18e titre de champion du Luxembourg de l'histoire de la Jeunesse d'Esch. L'Avenir Beggen remporte un nouveau trophée en s'imposant en finale de la Coupe du Luxembourg face au club de l'Union Luxembourg.

## Les 12 clubs participants
- Alliance Dudelange
- Progrès Niedercorn
- FC Wiltz 71
- Olympique Eischen
- US Rumelange - Promu de Division d'Honneur
- Union Luxembourg
- AS La Jeunesse d'Esch
- CS Grevenmacher
- Stade Dudelange - Promu de Division d'Honneur
- Avenir Beggen
- Red Boys Differdange
- Aris Bonnevoie

## Compétition

### Classement
Le barème utilisé pour établir le classement est le suivant :
- Victoire : 2 points
- Match nul : 1 point
- Défaite : 0 point

| Rang | Équipe                | Pts | J  | G  | N | P  | Bp | Bc | Diff |
| ---- | --------------------- | --- | -- | -- | - | -- | -- | -- | ---- |
| 1    | Jeunesse d'Esch       | 34  | 22 | 16 | 2 | 4  | 69 | 29 | +40  |
| 2    | Avenir Beggen (T) (C) | 29  | 22 | 12 | 5 | 5  | 39 | 23 | +16  |
| 3    | Aris Bonnevoie        | 28  | 22 | 10 | 8 | 4  | 43 | 26 | +17  |
| 4    | Progrès Niedercorn    | 28  | 22 | 10 | 8 | 4  | 32 | 19 | +13  |
| 5    | CS Grevenmacher       | 23  | 22 | 8  | 7 | 7  | 31 | 34 | -3   |
| 6    | US Rumelange (P)      | 22  | 22 | 8  | 6 | 8  | 33 | 33 | 0    |
| 7    | Red Boys Differdange  | 20  | 22 | 7  | 6 | 9  | 36 | 35 | +1   |
| 8    | Stade Dudelange (P)   | 19  | 22 | 5  | 9 | 8  | 31 | 44 | -13  |
| 9    | Union Luxembourg      | 18  | 22 | 8  | 2 | 12 | 42 | 38 | +4   |
| 10   | FC Wiltz 71           | 17  | 22 | 6  | 5 | 11 | 31 | 42 | -11  |
| 11   | Olympique Eischen     | 16  | 22 | 6  | 4 | 12 | 16 | 38 | -22  |
| 12   | Alliance Dudelange    | 10  | 22 | 2  | 6 | 14 | 15 | 57 | -42  |

|  | Qualification pour la Coupe d'Europe des clubs champions 1983-1984                           |
|  | Qualification pour la Coupe des Coupes 1983-1984                                             |
|  | Qualification pour la Coupe UEFA 1983-1984                                                   |
|  | Relégation en Division d'Honneur                                                             |
|  | (T) Tenant du titre (C) Vainqueur de la Coupe du Luxembourg (P) : Promu de deuxième division |

## Bilan de la saison
| Championnat du Luxembourg de football 1982-1983 |                             |
| Champion                                        | Jeunesse d'Esch (18e titre) |
| Coupes et trophées                              |                             |
| Vainqueur de la Coupe du Luxembourg 1982-1983   | Avenir Beggen               |
| Qualifications continentales                    |                             |
| Coupe d'Europe des clubs champions 1983-1984    | Jeunesse d'Esch             |
| Coupe des Coupes 1983-1984                      | Avenir Beggen               |
| Coupe UEFA 1983-1984                            | Aris Bonnevoie              |
| Promotions et relégations                       |                             |
| Promus en Division Nationale                    | Etzella Ettelbruck          |
| Promus en Division Nationale                    | CA Spora Luxembourg         |
| Relégués en Division d'Honneur                  | Olympique Eischen           |
| Relégués en Division d'Honneur                  | Alliance Dudelange          |